# Volvo Women's Cup 1980
Volvo Women's Cup 1980 — жіночий тенісний турнір, що проходив на відкритих кортах з твердим покриттям Ramapo College у Маві (США). Належав до категорії AA Colgate Series в рамках Туру WTA 1980. Відбувсь утретє і тривав з 18 серпня до 24 серпня 1980 року. П'ята сіяна Гана Мандлікова здобула титул в одиночному розряді й отримала за це 20 тис. доларів США.

## Фінальна частина

### Одиночний розряд
Гана Мандлікова —  Андреа Джегер 6–7(0–7), 6–2, 6–2
- Для Мандлікової це був 1-й титул в одиночному розряді за сезон і 8-й — за кар'єру.

### Парний розряд
Мартіна Навратілова /  Кенді Рейнолдс —  Пем Шрайвер /  Бетті Стов 4–6, 6–3, 6–1

## Розподіл призових грошей
| Дисципліна       | П       | F       | ПФ     | ЧФ     | 1/8    | 1/16 | 1/32 |
| Одиночний розряд | $20,000 | $10,000 | $4,800 | $2,050 | $1,000 | $550 | $250 |

## Нотатки
1. ↑  Турніри з призовим фондом серед жінок принаймні 100 тис. доларів.[1]